# Кривое (Житомирская область)
Криво́е (укр. Криве) — село на Украине, основано в 1619 году, находится в Попельнянском районе Житомирской области.
Село расположено в юго-восточной части Житомирской области. Расстояние до районного центра, пгт Попельня, составляет 18 км. Через Кривое протекает река Кривянка (правый приток реки Ирпень). Ближайшая железнодорожная станция — Липняк, расположенная на восточной окраине села.
Код КОАТУУ — 1824783001. Население по переписи 2001 года составляет 630 человек. Почтовый индекс — 13522. Телефонный код — 4137. Занимает площадь 3,216 км².

## Известные уроженцы
- В с. Кривое родился Юркевич, Лев Иосифович (1883—1919) — украинский политический деятель, революционер, публицист, теоретик марксизма, литератор.

## Адрес местного совета
13522, Житомирская область, Попельнянский р-н, с.Кривое, ул.Ленина, 101

## Галерея
- Околица села
- Река Кривянка
- Народный дом